# 982 a.C.

## Eventos
- Absalão vira governante de Judéia.